# Паска (Колумбія)
Паска (ісп. Pasca; мовою чибча букв. Батьківська огорожа) — місто й муніципалітет у колумбійській провінції Сумапас (департамент Кундінамарка).

## Географія
Місто розташовано в Андах, за 71 кілометр від столиці Колумбії Боготи. Муніципалітет на півночі межує з муніципалітетами Сібате й Соача, на півночі та сході — зі столичним округом Богота, на півдні — з муніципалітетом Арбелаес, на півночі та заході — з муніципалітетом Фусагасуга.

## Історія
До іспанського завоювання територію сучасного муніципалітету населяли муїски. 6 квітня 1536 року брати-конкістадори Гонсало Хіменес де Кесада та Ернан Перес де Кесада почали експедицію вглиб колумбійського високогір'я. В липні 1537 року вони досягли Паски. Офіційною датою заснування міста вважається 15 липня. Паска стала останнім поселенням муїсків на шляху братів де Кесада — далі вони повернули на південь до земель народу сутаґао.